# Sanda Bouba Oumarou
Sanda Bouba Oumarou (1º gennaio 1958) è un ex cestista e dirigente sportivo centrafricano.

## Carriera
Con la nazionale di pallacanestro della Repubblica Centrafricana ha preso parte ai Giochi olimpici del 1988.
Dal marzo 2012 fa parte del consiglio direttivo della Fédération Centrafricaine de Basketball.